# Anton Stepanovič Arenski
Anton (Antonij) Stepanovič Arenski (rusko Анто́н (Анто́ний) Степа́нович Аре́нский), ruski skladatelj, pianist, dirigent in pedagog, * 30. junij/12. julij 1861, Novgorod (do 1999 ), (od 1999) Veliki Novgorod, † 12./25. februar 1906, Perkjärvi pri kraju Terioki, Finska.
Arenski je že pri devetih letih ustvaril obsežen opus samospevov in klavirskih skladb. Z družino se je leta 1879 preselil v Sankt-Peterburg, kjer je na konservatoriju pri Rimskem-Korsakovu študiral kompozicijo. Po diplomi leta 1882 je postal profesor na Moskovskem konservatoriju. Med njegovimi študenti so bili tudi Skrjabin, Rahmaninov in Grečaninov. Leta 1895 se je Arenski vrnil v Sankt-Peterburg, kjer je na priporočilo Balakirjeva zasedel mesto direktorja dvornega zbora. Leta 1901 se je upokojil in še naprej deloval kot pianist, dirigent in skladatelj. Arenski je umrl za tuberkulozo v finskem sanatoriju. K bolezni naj bi pripomogel tudi njegov alkoholizem in hazarderstvo.

## Izbor del
- Orkestralna dela
  - Simfonija št. 1, h-mol op.4 (1883)
  - Simfonija št. 2, a-dur op.22 (1889)
  - Suita št. 1 g-mol op.7 (1885)
  - Suita št. 2 op. 23 »Silhuete« (1892, prvotna verzija za 2 klavirja)
  - Suita št. 3 C-dur op. 33 »Variacije« (1894, prvotna verzija za 2 klavirja)
  - Klavirski koncert, f-mol op. 2 (1882)
  - Violinski koncert, a-mol op. 54 (1901)
  - Scenska glasba
- Vokalna glasba
  - »Sanje na Volgi«, opera op. 16 (1888)
  - »Raffael«, opera,  op. 37 (1894)
  - »Nal in Damajanti«, opera op. 47 (1903)
  - Zborovska glasba
  - Pesmi
- Komorna glasba
  - Godalni kvartet št. 1 G-dur op. 11 (1888)
  - Godalni kvartet št. 2 a-mol op. 35 za violino, violo in 2 violončela (1894, 2. stavek je prirejen za godalni orkester, kot predelava: »Variacije na temo P.I. Čajkovskega« op. 35a)
  - Klavirski trio št. 1 d-mol op. 32 (1894)
  - Klavirski trio št. 2 f-mol op. 73 (1905)
  - Klavirski kvintet d-dur op. 51 (1900)
- Klavirska glasba
  - 5 suit za 2 klavirja
  - krajše skladbe